# Vasile Soporan
Vasile Soporan (n. 30 martie 1954, Iacobeni, România) este un politician român, membru al Parlamentului României, ales pe listele PSD. 
În legislatura 2004-2008, Vasile Soporan era ales deputat pe listele PSD și membru în grupurile parlamentare de prietenie cu Republica Franceză-Adunarea Națională, Republica Slovacă, Republica Polonă și Republica Coreea. 
În legislatura 2008-2012, Vasile Soporan era deputat pe listele PSD dar a devenit deputat independent din noiembrie 2009. 
În cadrul activității sale parlamentare în legislatura 2008-2012, Vasile era membru în grupurile parlamentare de prietenie cu Republica Polonă, Republica Coreea și Republica Franceză-Senat. Vasile Soporan a demisionat din Parlament pe data de 28 februarie 2012. 
Vasile Soporan este profesor universitar din 1999, conducător de doctorat, la Universitatea Tehnică din Cluj-Napoca.
În perioada 2001 – 2004 Vasile Soporan era prefect al judetului Cluj, îndeplinind și funcția de prim-vicepreședinte al filialei PSD Cluj.
La scrutinul din 2004, Vasile Soporan a fost ales deputat, iar în același an a devenit și președintele executiv al organizației județene PSD Cluj.